# Назаркевич, Юрий Михайлович
Юрий Михайлович Назаркевич (10 октября 1963, Львов) — украинский спортивный журналист. Руководитель пресс-службы  ФК «Карпаты» (Львов). Историк и статистик футбола.

## Биография
Окончил факультет прикладной математики  Львовского государственного университета им. Ивана Франко,
Воспитанник группы подготовки СКА (Львов).
С 1992 года работает в пресс-службе львовской команды «Карпаты», с ноября 1994 г. возглавляет её. Соавтор книг «История львовского футбола» (1999), "" Карпаты «год за годом» (2003).
Его статьи печатались в изданиях «Карпаты»,  «Высокий Замок», «Украинский футбол», «Спортивная газета», «Весь Спорт», «Спорт-Экспресс в Украине», "Спорт- Арена ".